# Jean-Joseph de la Croix
Jean-Joseph de la Croix, né le 15 août 1654 à Ischia et mort le 5 mars 1734 à Naples, est un prêtre franciscain déchaussé proclamé saint le 26 mai 1839 par le pape Grégoire XVI. Sa mémoire liturgique est le 5 mars.

## Biographie

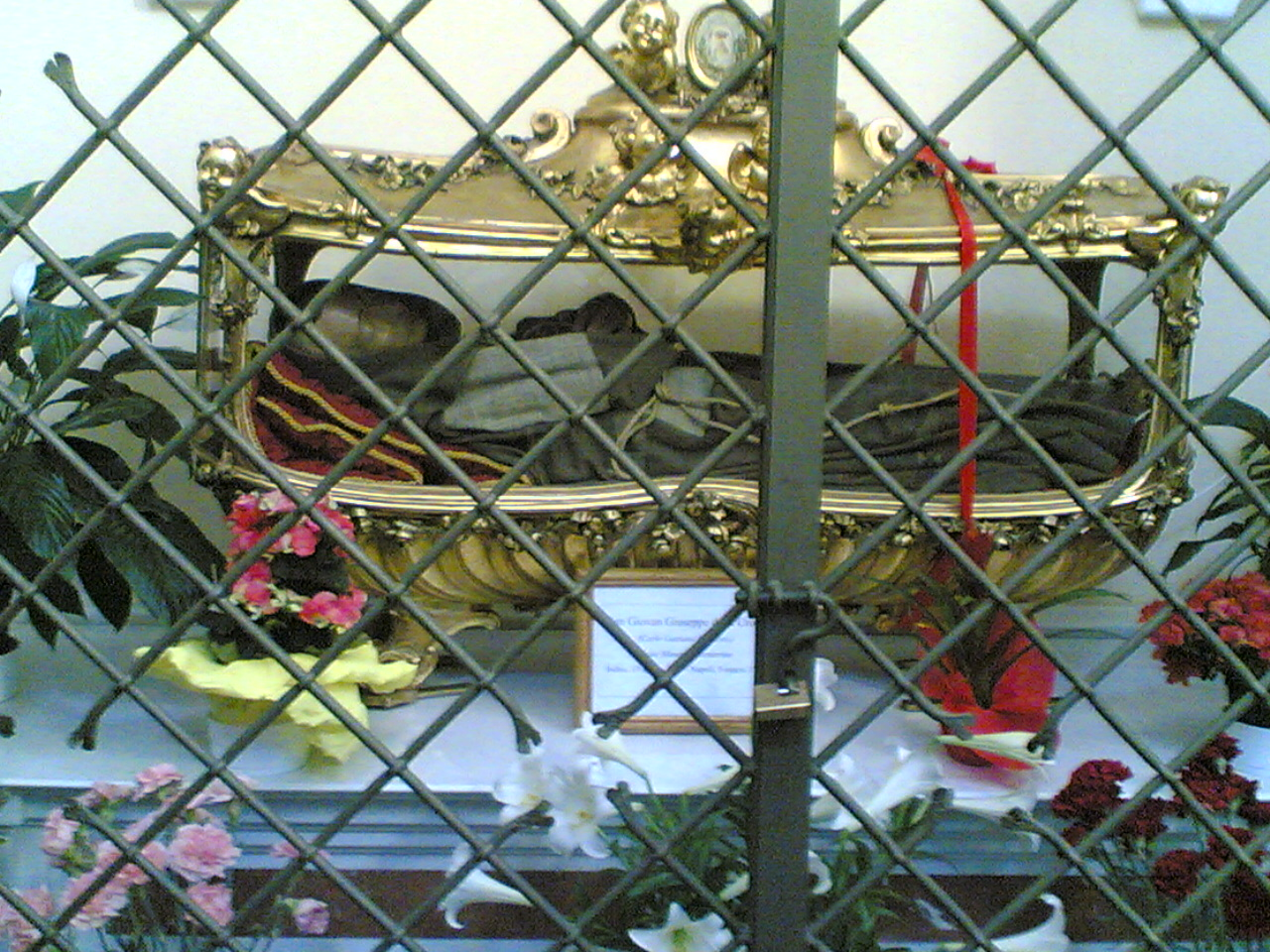
Châsse contenant les reliques de saint Jean-Joseph de la Croix à l'église Saint-Antoine de la Mandra.

Il naît à Ischia sous le nom de Carlo Gaetano Calosirto, le 15 août 1654, fils d'un gentilhomme, Giuseppe Calosirto, et de son épouse, née Laura Gargiulo. Il fréquente sur l'île l'école des Pères augustins et choisit à l'âge de quinze ans la voie religieuse en entrant chez les Frères mineurs déchaussés au couvent Santa Lucia Vergine al Monte de Naples. Il prend le nom de religion de « Jean-Joseph de la Croix » et fait son noviciat sous la direction ascétique du père Joseph Roblès. En janvier 1671, il est envoyé avec onze autres frères (dont il est le plus jeune) au sanctuaire de Santa Maria Occorrevole à Piedimonte d'Alife, où l'on construit un couvent et où il est ordonné prêtre le 18 septembre 1677 dans l'église Santa Maria Maggiore. 
Pendant son séjour permanent à Piedimonte, il fait construire dans un bosquet caché des regards un petit ermitage sous le nom de « La Solitude », qui est encore aujourd'hui un lieu de pèlerinage. Dans cet ermitage, il peut prier dans le silence. Ces mêmes années, il dirige aussi le noviciat, puis il devient gardien (c'est-à-dire supérieur) du couvent de Piedimonte et prend part à la construction du couvent du Granatello dans le quartier des Portici à Naples. 
Au début du XVIIIe siècle, l'ordre des Franciscains subit une forte tempête due à des dissensions chez les alcantarains, provenant en grande partie d'Espagne, qui s'opposent aux franciscains italiens. Cela provoque la séparation en deux groupes nationaux, avec l'approbation papale. Les Espagnols obtiennent le couvent de Sainte-Lucie-du-Mont (Santa Lucia al Monte) et celui du Petit-Grenat (Granatello). Le père Jean-Joseph, nommé à la tête des franciscains italiens, doit donc se confronter à de multiples difficultés posées par ses confrères espagnols, bien plus puissants. Jean-Joseph réclame à environ deux cents frères un respect plus strict de la règle et réorganise les études. 
Après son mandat, le cardinal Pignatelli le charge d'appliquer cette interprétation de la règle à une soixantaine de monastères et maisons de l'archidiocèse de Naples, tandis que le cardinal Caracciolo fait de même pour son diocèse d'Aversa. 
De plus, Jean-Joseph de la Croix se fait une réputation en tant que directeur de conscience auprès d'ecclésiastiques célèbres ou d'aristocrates illustres, dont saint Alphonse de Liguori, futur fondateur des Rédemptoristes, ou le jésuite saint François de Geronimo. Il est crédité de divers charismes, comme d'apparitions mariales, d'apparitions de l'Enfant Jésus, d'extases, du don de la lecture des cœurs et de vues prophétiques. Il s'impose des jeûnes et des mortifications très austères.  
Le 22 juin 1722, les deux branches alcantaraines sont de nouveau réunies par décret pontifical et le couvent Sainte-Lucie retourne aux frères italiens. C'est là que le père Jean-Joseph de la Croix meurt, le 5 mars 1734, après y avoir vécu douze ans. Sa tombe, dans l'église du couvent, devient rapidement un lieu de dévotion des Napolitains.
Il est béatifié le 24 mai 1789 par Pie VI et canonisé le 26 mai 1839 par Grégoire XVI avec quatre autres saints de cette époque de rayonnement catholique napolitain : saint François de Geronimo, saint Alphonse de Liguori, saint Pacifique de San Severino et sainte Véronique Giuliani. 
En 2003, l'évêque d'Ischia, Mgr Filippo Strofaldi, obtient que la dépouille du saint soit transférée de Sainte-Lucie-du-Mont à l'église Saint-Antoine de la Mandra (ancien couvent Saint-Antoine), aujourd'hui rebaptisée église Sainte-Marie-des-Grâces (it) (chiesa di Santa Maria delle Grazie).

## Fête et culte
Le 4 octobre 1779, le pape Pie VI en exalte les vertus à Santa Maria in Aracoeli et le proclame bienheureux à la basilique Saint-Pierre, le 24 mai 1789. Il est canonisé par Grégoire XVI le 26 mai 1839. Il est commémoré le 5 mars selon le Martyrologe romain.
À Ischia, Jean-Joseph de la Croix est fêté annuellement tous les 5 mars et lors d'une fête patronale début septembre avec procession, décoration, illumination de la ville et feu d'artifice.

## Source
- (it) Cet article est partiellement ou en totalité issu de l’article de Wikipédia en italien intitulé « Giovan Giuseppe della Croce » (voir la liste des auteurs).